# NGC 6201
NGC 6201 est une vaste et lointaine galaxie elliptique située dans la constellation d'Hercule. Sa vitesse par rapport au fond diffus cosmologique est de 10 685 ± 47 km/s, ce qui correspond à une distance de Hubble de 157,6 ± 11,1 Mpc (∼514 millions d'al). NGC 6201 a été découverte par l'astronome allemand Albert Marth en 1864.